# Тоцьке (аеродром)
Тоцьке (рос. Тоцкое) — військовий аеродром стандартного розміру в Росії, розташована за чотири кілометри на південний схід від селища Тоцьке в Оренбурзькій області Росії. Поряд з аеродромом знаходиться відомий Тоцький полігон.

## Історія
На аеродромі у свій час базувались:
- 281 ІВАП (281-й інструкторський винищувальний авіаційний полк) з 66 літаками МіГ-23 у 1991-94 рр. [1]
- 833 ВАП (833-й винищувальний авіаційний полк) на літаках МіГ-23 станом на 1992 рік. [2]

Між 1992 і 2010 роками на аеродромі базувався 325-й окремий вертолітний полк оснащений Мі-8, Мі-6 і Мі-26. 
Пізніше дислокувалась 2881-а резервна вертолітна база, де на зберіганні знаходяться вертольоти Мі-8 та Мі-24. 